# Rambla Albosa
La rambla Albosa és un curs d'aigua intermitent de la comarca valenciana de la Plana d'Utiel. Naix al llogaret de Jaraguas (Venta del Moro) i tributa al riu Cabriol pel marge esquerre amb una longitud de poc més de 32 quilòmetres. Amb una direcció nord-est/sud-est replega dels aigües de barrancs com el de las Fuentecillas, el Boquerón o la rambla de la Bullana.
Al llarg del seu recorregut passa al costat dels nuclis de Jaraguas, Venta del Moro, Casas de Pradas (en el terme de Venta del Moro), i los Cojos, los Isidros, Casas de Penén de Albosa i Los Sardineros (en el terme de Requena).
L'acció erosiva de la rambla sobre els terrenys quaternaris ha construït un paisatge protagonitzat per petites hortes irrigades amb les aigües de la rambla.
Desemboca al Cabriol a les proximitats del llogaret de Casas de Caballero (Requena) i és per això que allí se la coneix amb el nom de "rambla Caballero". La desembocadura és una interessant zona d'al·luvió formada per materials sedimentaris.